# Мосарабський спів
Мосарабський спів (ісп. canto mozárabe) — музичне оформлення мосарабського (мозарабського) обряду Іспанської вестготської церкви.

## Музичні особливості
Іспанський спів — монодія в діатонічних ладах, побудована за принципом вільного ритму.
- Спів: переважно вокальна музика, музичні інструменти супроводжують її, але не виконують мелодію. Інструментальний супровід дотримується правил, зазначених в псалмі 150, 3–6: Laudate eum in sono tubae, laudate eum in psalterio et cithara, laudate eum in tympano et choro, laudate eum in chordis et órgano, laudate eum in cymbalis benesonantibus, laudate eum in cymbalis iubilationis, omne quod spirat, laudet Dominum. Alleluia. Певне уявлення про цей супроводі дають мініатюри Беатуса і роботи романських скульпторів.
- Монодія: простежується тільки одна мелодія, незважаючи на те, що, як і в інших християнських літургійних співах, іноді вона виконується з паралельним рухом в зменшену квінту, збільшену кварту і октаву, в залежності від теситури виконавця.
- Діатоніка: хроматизм не допускається, виконання будується на основі гам, чергуються цілі тони і півтони в інтервалах мі-фа і сі-до'.
- Вільний ритм: на відміну від поліфонії, немає математичної послідовності акцентів, що залежить від визначеного такту.

Крім цього, як і у всіх діатонічних музичних системах, в ладах мосарабського співу спостерігається спадщина античної греко-римської музики.